# Martin Hall
Martin Hall es un deportista australiano que compitió en taekwondo.
Ganó dos medallas de bronce en el Campeonato Mundial de Taekwondo, en los años 1975 y 1979, y una medalla de bronce en el Campeonato Asiático de Taekwondo de 1976.

## Palmarés internacional
| Campeonato Mundial  | Campeonato Mundial    | Campeonato Mundial | Campeonato Mundial |
| Año                 | Lugar                 | Medalla            | Categoría          |
| ------------------- | --------------------- | ------------------ | ------------------ |
| 1975                | Seúl (Corea del Sur)  | Medalla de bronce  | –63 kg             |
| 1979                | Stuttgart (RFA)       | Medalla de bronce  | –60 kg             |
| Campeonato Asiático |                       |                    |                    |
| Año                 | Lugar                 | Medalla            | Categoría          |
| 1976                | Melbourne (Australia) | Medalla de bronce  | –63 kg             |